# Rio Ave
Vista do rio Ave em Vila do Conde
O Ave é um rio português, que nasce na serra da Cabreira, município de Vieira do Minho, a cerca de 1200 m de altitude. Percorre cerca de 91 km e desagua no oceano Atlântico, a sul de Vila do Conde. A sua bacia hidrográfica tem uma área aproximada de 1390 km², abrangendo 15 municípios. O rio banha sucessivamente os concelhos de Vieira do Minho, Póvoa de Lanhoso, Guimarães, Vila Nova de Famalicão, Santo Tirso, Trofa e Vila do Conde.
O rio Ave é atravessado por várias pontes pitorescas, sendo a mais bela, a Ponte da Lagoncinha, em Lousado, que é monumento nacional.
Os seus afluentes mais importantes são o rio Este (margem direita) e o rio Vizela (margem esquerda), destacando-se ainda os rios Pele e Pelhe.

## Toponímia
Segundo João de Barros, 
Ave - Rio __ três léguas do Porto, mete-se no mar em Vila do Conde. Chamava-se Avis, e Avon segundo Plínio.
Num estudo linguístico, o hidrónimo Ave tem origem no celta antigo *Abona ou *Avona com o significado de "água, rio".
Ptolomeu chamou-lhe "Αὔου" (grego antigo) e Pompónio Mela chamou-lhe "Avo" (latim).

## Poluição
Encontra-se bastante poluído, devido aos efluentes industriais e domésticos que desde há décadas contribuem para que, na prática, se tenha tornado um rio morto, apesar de ainda ter vida fluvial.